# Człopa (gromada)
Człopa (planowana lecz nie wdrożona nazwa: Trzebin) – dawna gromada, czyli najmniejsza jednostka podziału terytorialnego Polskiej Rzeczypospolitej Ludowej w latach 1954–1972.
Gromady, z gromadzkimi radami narodowymi (GRN) jako organami władzy najniższego stopnia na wsi, funkcjonowały od reformy reorganizującej administrację wiejską przeprowadzonej jesienią 1954 do momentu ich zniesienia z dniem 1 stycznia 1973, tym samym wypierając organizację gminną w latach 1954–1972.
Gromadę Człopa z siedzibą GRN w mieście Człopie (nie wchodzącym w jej skład) utworzono – jako jedną z 8759 gromad na obszarze Polski – w powiecie wałeckim w woj. koszalińskim na mocy uchwały nr 43/54 WRN w Koszalinie z dnia 5 października 1954. W skład jednostki weszły obszary dotychczasowych gromad Szczuczarz, Dzwonowo, Przelewice, Trzebin, Drzonowo Wałeckie, Jaglice i Golin (z obszarem lasów państwowych graniczących od północy z nową gromadą Tuczno i dalej granicami miejscowości Dłusko i dotychczasowej gromady Szczuczarz) ze zniesionej gminy Trzebin w tymże powiecie i województwie, a także miejscowości Jelenie i Miradź z dotychczasowej gromady Studnica ze zniesionej gminy Barnimie w powiecie choszczeńskim w woj. szczecińskim. Dla gromady ustalono 14 członków gromadzkiej rady narodowej. Gromada powstała w miejsce planowanej gromady Trzebin z siedzibą w Trzebinie.
29 lutego 1956 z gromady Człopa wyłączono PGR Jelenie (z Miradziem), włączając ją do gromady Tuczno w tymże powiecie.
31 grudnia 1971 do gromady Człopa włączono obszar zniesionej gromady Mielęcin (bez wsi Dzikowo, Prusinowo Wałeckie, Miłogoszcz i Rusinowo) oraz z powrotem PGR-y Jelenie i Miradź z gromady Tuczno w tymże powiecie.
1 stycznia 1972 do gromady Człopa włączono grunty o powierzchni 2212 ha z miasta Człopa w tymże powiecie.
Gromada przetrwała do końca 1972 roku, czyli do kolejnej reformy gminnej. 1 stycznia 1973 w powiecie wałeckim utworzono gminę Człopa.